# گورستان کودور قبری ۲
گورستان کودور قبری ۲ مربوط به سده‌های اولیه و میانه دوران‌های تاریخی پس از اسلام است و در شهرستان گرمی، بخش مرکزی، دهستان اجارود غربی، روستای بیلداشی واقع شده و این اثر در تاریخ ۳۰ بهمن ۱۳۸۶ با شمارهٔ ثبت ۲۱۰۴۵ به‌عنوان یکی از آثار ملی ایران به ثبت رسیده است.